# Maurilia cervina
Maurilia cervina är en fjärilsart som beskrevs av Walker 1866. Maurilia cervina ingår i släktet Maurilia och familjen trågspinnare. Inga underarter finns listade i Catalogue of Life.